# Orimarga perextensa
Orimarga perextensa là một loài ruồi trong họ Limoniidae. Chúng phân bố ở miền Australasia.